# Laopteryx
Laopteryx es el nombre asignado a un género extinto de pterosaurio (reptil volador) del Jurásico Superior de la formación de Morrison de Wyoming, Estados Unidos; originalmente se pensaba que era un ave.
El género fue nombrado en 1881 por Othniel Charles Marsh. El nombre del género se deriva del griego laas, "piedra", y pteryx, "ala". El nombre completo de la especie dado por Marsh fue Laopteryx priscum; el nombre de la especie significa "de edad venerable" en latín. Sin embargo, Marsh incorrectamente usó una forma neutra, mientras que pteryx es femenino en griego. Esto fue corregido en el siglo XIX a una forma también incorrecta, el masculino priscus y en 1971 Pierce Brodkorb lo cambió a prisca.
Un cráneo parcial, el holotipo YPM 1800, fue descubierto en la Cantera 9 en Como Bluff. Consiste de una pieza posterior del cráneo. También tiene un único diente, hallado cerca del cráneo y referido al tipo. Marsh lo identificó como un ave, similar en talla a una garza, de la familia Archaeopterygidae dentro de los Odontornithes. De ser así sería una de las más antiguas y la única descubierta con esa edad en América. Sólo un siglo después otra posible ave similar a Archaeopteryx es descrita de Norteamérica: Palaeopteryx, también del Jurásico Superior de Estados Unidos. Este ha sido identificado como un dinosaurio, más precisamente un arqueopterígido; sin embargo, todo lo que se puede decir del único espécimen es que probablemente es un manirráptor indefinido. El registro fósil de las aves mesozoicas consiste mayormente de formas euroasiáticas más que americanas.
Durante la mayor parte del siglo XX la identificación de Marsh fue generalmente puesta en duda pero los restos limitados generaron poco interés. En 1986 sin embargo, el fósil fue reestudiado por John Ostrom quien concluyó que Laopteryx era un pterosaurio. Tiene algunos rasgos que sgieren que pudo haber pertenecido a Pterodactyloidea pero Ostrom, en vista de la carencia de información, se limitó a clasificarlo como un Pterosauria incertae sedis (sin afinidad certera). Él consideró que el diente probablemente pertenecía a un crocodilomorfo. El género es también considerado como un nomen dubium, debido a que los restos fragmentarios no son lo suficientemente diagnósticos como para referir futuros hallazgos fósiles a éste.

## Enlaces
- The Pterosaur Database (pdf)

- Datos: Q1012782